# Sejmowa Komisja Nadzwyczajna do Zbadania Działalności MSW
Sejmowa Komisja Nadzwyczajna do Zbadania Działalności MSW (tzw. komisja Rokity) – komisja nadzwyczajna, powołana 17 sierpnia 1989 przez Sejm kontraktowy dla zbadania przestępczej działalności organów Ministerstwa Spraw Wewnętrznych po wprowadzeniu stanu wojennego w Polsce 13 grudnia 1981. Na jej czele stanął poseł Obywatelskiego Klubu Parlamentarnego Jan Rokita.
Komisja miała na celu wyjaśnienie, jaką rolę mogli odegrać funkcjonariusze podlegli Ministerstwu Spraw Wewnętrznych w przypadku 122 zgonów, które miały miejsce po wprowadzeniu stanu wojennego. Na tę liczbę składało się 93 nazwisk przedstawionych przez pomysłodawcę powołania komisji, posła Tadeusza Kowalczyka, oraz 29 kolejnych przypadków zgłoszonych przez obywateli już w trakcie działalności komisji.
Komisja działała do 25 września 1991. Efektem jej prac był przedstawiony Sejmowi 26 września 1991 tzw. raport Rokity, w którym członkowie komisji uznali, że spośród 122 niewyjaśnionych przypadków zgonów działaczy opozycji aż 88 miało bezpośredni związek z działalnością funkcjonariuszy MSW. Ustaliła też nazwiska ok. 100 funkcjonariuszy MSW i urzędników prokuratury, podejrzanych o popełnienie przestępstw, związanych z 91 przypadkami zgonów, z których żaden nie został pociągnięty do odpowiedzialności do dziś.